# Pascal Sellier
Pascal Sellier (* 1958) ist ein französischer Schauspieler.

## Leben
Sein Debüt gibt Pascal Sellier 1971 in der Hauptrolle der Marcel-Aymé-Adaptation Les Bottes de sept lieues. Der Kinderstar spielt anschließend in der George-Sand-Verfilmung Mauprat neben Jacques Weber den Jungen Sylvain. Zum Star wird Pascal Sellier 1977 in der Pubertätsromanze Herzflimmern in St. Tropez (L'amant de poche) von Bernard Queysanne, in der er sich in Mimsy Farmer verliebt. Er spielt in der Romain-Rolland-Verfilmung Jean-Christophe neben Klaus Maria Brandauer sowie den Jérôme in Sei still Jérôme, Mama arbeitet! (Besuch Mama, Papa muß arbeiten) neben Marlène Jobert und Daniel Duval. In der Mini-serie Mazarin ist Pascal Sellier 1978 der dreizehnjährige Ludwig XIV. und im Sechsteiler Die Insel der 30 Tode spielt er 20-jährig den vierzehnjährigen François, Sohn von Heldin Véronique d'Hergemont (Claude Jade), und dessen diabolischen Halbbruder Éric.